# Sant'Orfeto
Sant'Orfeto-La Cinella è una frazione del comune di Perugia ai confini con la frazione di Pierantonio del comune co-provinciale di Umbertide.
Si tratta di un piccolo paese della Sede Territoriale 4 "Tiberina Nord" del comune di Perugia (ex XIII Circoscrizione), che ha sede a Ponte Felcino. Secondo l'ultimo censimento Istat i residenti sono 754. La pronuncia del nome è santòrfeto. È il centro urbano in assoluto più a nord del comune di Perugia e anche il più distante dal capoluogo (circa 23 km); si trova a breve distanza dal fiume Tevere (240 m s.l.m.).

## Storia
Prende il nome da un leggendario legionario martire romano peraltro celebrato con una festa annuale in un'altra frazione perugina, S. Marco. Fu probabilmente il Sant'Orfito compagno di Crescentino di Città di Castello martire del III secolo, e venne martirizzato il 10 settembre 303 sotto Diocleziano insieme agli altri compagni (Grivicciano, Giustino, Fortunato, Benedetto, Europio, Esuperanzio e Viviano) poco dopo Crescentino stesso.
Tra i beni storico-archeologici del luogo si segnala il sarcofago romano del III-IV secolo noto come “urna di S. Orfeto”, di marmo bianco, decorato da bassorilievi che raffigurano due leoni che sbranano due cavalli, rinvenuto casualmente nel 1609 presso l'antica chiesa parrocchiale, poi trasferito e utilizzato come altare nella chiesa di Sant'Ercolano di Perugia, contenente le spoglie dello stesso vescovo martirizzato da Totila.

## Economia e società
La posizione di confine e la contiguità con la frazione umbertidese di Pierantonio hanno portato S. Orfeto ad essere di fatto fusa con essa, fino a rappresentare un unico centro urbano, diviso soltanto dal torrente Mussino, oltreché dalle diverse municipalità.
Le attività economiche sono limitate, data anche la ricezione e l'interscambio di forza lavoro con la realtà imprenditoriale di Pierantonio. Vi è ubicato un importante impianto di cave, varie attività artigianali e commerciali nonché agricole.
In settembre, presso la chiesa parrocchiale (anch'essa peraltro unificata con la parrocchia di Pierantonio), si svolge la "Festa delle Noci", con rappresentazioni che rimandano alla vita contadina (Corsa dei Somari). In febbraio, in occasione del carnevale, la frazione contribuisce insieme alle altre località della zona alla sfilata di carri allegorici che attraversa tutto il territorio della ex-XIII circoscrizione.
A qualche chilometro di distanza dal centro abitato, le colline soprastanti ospitano la discarica di Pietramelina, aperta nel 1984, che nel 2006 ha cominciato a raggiungere il riempimento completo. Alcune polemiche accompagnano la presenza della discarica, come il sospetto che possano essere rilasciati inquinanti nel torrente Mussino che poi confluisce nel Tevere, nonché per la sua ubicazione.

## Popolazione
Abitanti Istat 2001: 473

Abitanti Istat 2011: 767 (sotto il nome "La Cinella")

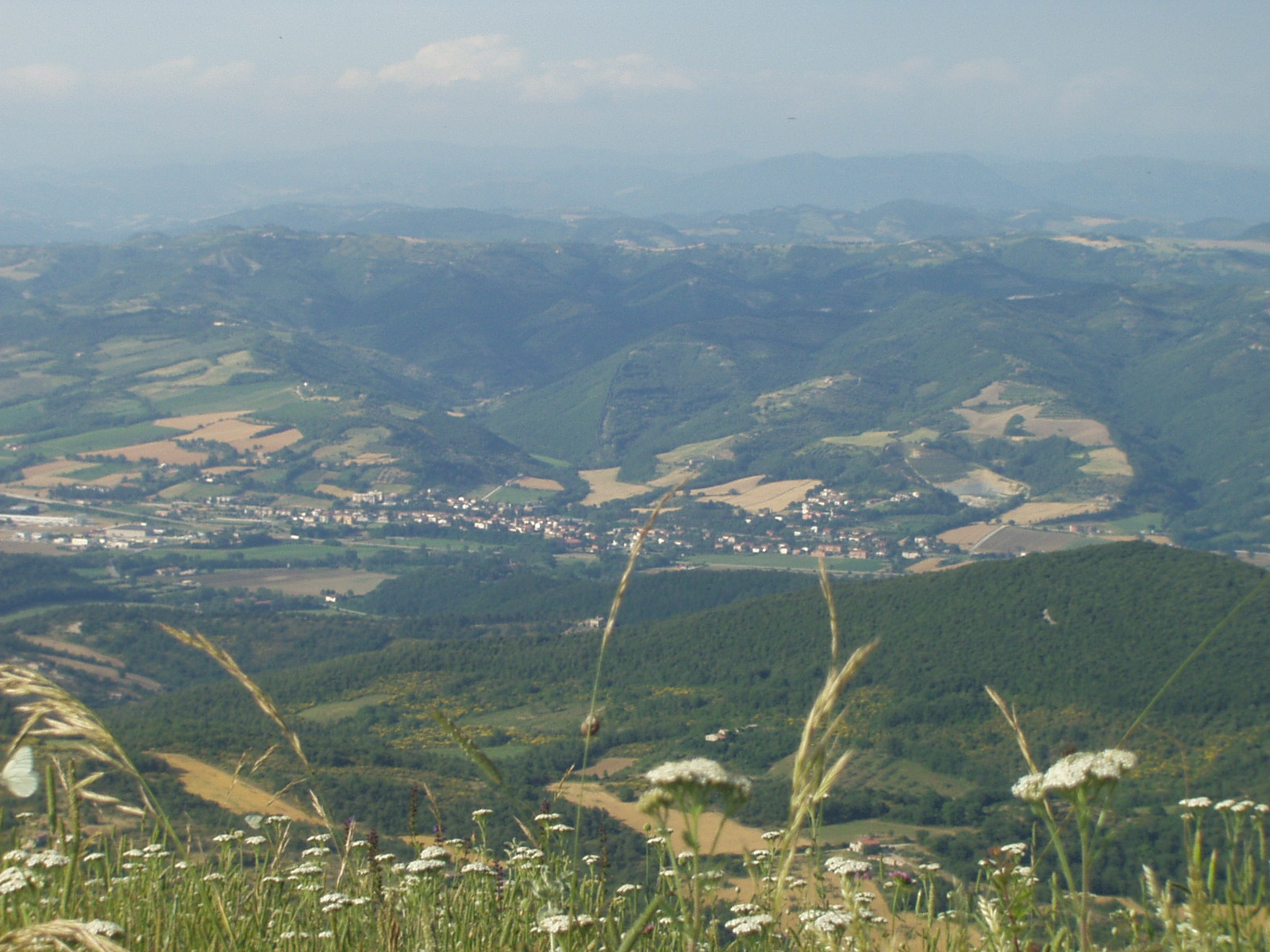
L'area urbana di Sant'Orfeto (a destra) e Pierantonio (a sinistra) vista dalla sommità di monte Tezio.